# 郝度元
郝度元（?—?），西晋時期匈奴反晋起事首领。
晋惠帝元康四年（294年），匈奴郝散攻上党郡，杀长吏，入守上郡，被冯翊都尉杀死。元康六年（296年）四月，郝散的弟弟郝度元率冯翊郡、北地郡马兰羌、卢水胡一起造反，杀了北地太守张损，打败了冯翊太守欧阳建。征西大将军、赵王司马伦为车骑将军，以太子太保、梁王司马肜为征西大将军、都督雍梁二州诸军事，镇关中。八月，雍州刺史解系又为郝度元打败。秦、雍二州的氐、羌全都叛晋，立氐统帅齐万年为帝，包围了泾阳。十一月，晋惠帝下诏任命周处为建威将军，与振威将军卢播都隶属于安西将军夏侯骏，让他们去讨伐齐万年。